# Andy Clark
Andy Clark (1957) é um filósofo britânico. Professor de Filosofia da Universidade de Sussex, antes ocupara a cadeira de Lógica e Metafísica na Universidade de Edimburgo, a direção de do Programa de Ciência Cognitiva da Universidade de Indiana e o corpo docente da Universidade Washington em St. Louis. Clark é um dos membros fundadores do projeto de pesquisa colaborativa Contact, cujo objetivo é investigar o papel que o ambiente desempenha na formação da natureza da experiência consciente. Ele também escreveu extensivamente sobre conexionismo, robótica e o papel e a natureza da representação mental.
Clark é talvez mais conhecido por seu trabalho sobre a tese da mente estendida.